# 大津町立護川小学校
大津町立護川小学校（おおづちょうりつもりかわしょうがっこう）は、熊本県菊池郡大津町にある町立小学校。

## 沿革
- 1873年（明治6年）7月 - 公立杉水小学校創立
- 1880年（明治13年） - 下鶴に移転
- 1890年（明治23年） - 川辺小学校、矢護小学校と合併し杉水尋常小学校となる
- 1893年（明治26年） - 矢護川分教場を本校に移管
- 1907年（明治40年）4月1日 - 護川西部尋常高等小学校と改称
- 1908年（明治41年）4月1日 - 護川西部尋常小学校と改称。川辺分教場と合併し小村に移転
- 1917年（大正6年）4月1日 - 護川西部尋常高等小学校と改称。
- 1941年（昭和16年）4月1日 - 護川西部国民学校と改称。
- 1947年（昭和22年）4月1日 - 護川村立護川西小学校と改称
- 1956年（昭和31年） - 組合立護川西小学校と改称
- 1967年（昭和42年） - 大津町立護川小学校と改称

- 「かしこく・なかよく・たくましく」を学校の校訓としている。
- 人権集会・ふれあい集会・など積極的に取り組んでいる。

## 学区
- 大津町小林、今村、杉下、杉上、上の原、源場、つつじ台北、つつじ台南、桜丘、上猿渡

## 委員会
- 企画委員
- スポーツ委員
- 図書委員
- 健康給食委員
- 広報委員
- 環境委員
- ふれあい委員

## 部活動
- バスケットボール部
- サッカー部
- 野球部
- 合奏部

## 出身者・著名人
- 三遊亭好太郎（落語家）
- 本田真吾（サッカー選手）

## 所在地
- 熊本県菊池郡大津町杉水3092番地

## 学校周辺
- 杉水公園
- 杉水保育園
- 大津町立大津北中学校
- 熊本県立大津高等学校
- 熊本県立翔陽高等学校